# Porithea
Porithea is een kevergeslacht uit de familie van de boktorren (Cerambycidae). De wetenschappelijke naam van het geslacht werd voor het eerst geldig gepubliceerd in 1866 door Pascoe.

## Soorten
Porithea is monotypisch en omvat slechts de volgende soort:
- Porithea intorta (Newman, 1841)